# Ernesto Diez-Canseco Masías
Ernesto Diez-Canseco Masías (Lima, 7 de febrero de 1883-ídem, 8 de agosto de 1953) fue un ingeniero, catedrático universitario y político peruano. Fue Senador de la República (1917-1919 y 1939-1945) y Presidente del Senado (1943-1945).

## Biografía
Fue hijo de Ernesto Diez-Canseco Coloma y Josefina Masías Eslaba. 
Cursó sus estudios escolares en el Colegio San Carlos y en el Colegio de La Inmaculada, de los padres jesuitas. En 1900 ingresó a la Escuela Nacional de Ingenieros (hoy Universidad Nacional de Ingeniería), donde se recibió de Ingeniero de Minas, (1904). Inmediatamente, ejerció su profesión en diversas empresas mineras de Morococha, Yauli y Cerro de Pasco. Asimismo, fue delegado de minería en Cerro de Pasco (1913-1914). Se incorporó a la Sociedad de Ingenieros, de la que fue
vicepresidente (1916) y presidente (1919-1920 y 1930-1931).
Durante el segundo gobierno de José Pardo y Barreda fue elegido senador por el departamento de Junín (1917-1919). Fue miembro del Concejo Provincial de Lima (1919-1921) y director del diario La Prensa (1921). Sufrió destierro bajo el gobierno de Augusto B. Leguía. Viajó a la Argentina y radicó en Santa Fe, donde el gobierno local le encomendó labores técnicas y docentes (1922-1926).
En 1925 regresó al Perú, y pasó a laborar en el Ministerio de Fomento, como inspector de caminos (1926-1927) y director de Vías de Comunicación (1928-1930). Luego pasó a ejercer la docencia en la Escuela Nacional de Ingenieros, donde dio lecciones de Metalurgia (1932-1946), Materiales Industriales (1935-1946), Geología Aplicada (1939-1941) y Organización e Higiene Industrial (19391946). Además, dirigió el Laboratorio de Metalurgia (1940-1946). 
Nuevamente elegido senador por Junín, para el periodo 1939-1945, fue presidente de su cámara en dos legislaturas (1943-1945). Su gestión legislativa se orientó principalmente, a apoyar a la minería nacional, sobre todo a través de obras viales y de infraestructura.
En 1947 pasó a ser catedrático de la Facultad de Química de la Universidad de San Marcos, regentando las cátedras de Metalurgia (1947-1953) y Hornos Industriales (1947-1949). Llegó a ser decano de dicha Facultad (1951-1953). En 1951 se graduó de doctor en Química (1951)

## Obras
- La red nacional de carreteras (1929)
- Organización industrial (1939)
- Materiales industriales (1940)
- Metalurgia del hierro (1941)
- Explosivos (1943)
- Geología aplicada a construcciones (1948)
- Los generales Diez Canseco, episodios históricos (1950)
- Relación cronológica de los gobernantes que han ejercido el mando en Lima (1951)
- Perú y Bolivia, pueblos gemelos (1952)
- Curso de metalurgia del oro (1974)

Así como numerosos artículos aparecidos en periódicos y revistas.

## Condecoraciones
- Orden El Sol del Perú, en el Grado de Gran Cruz.
- Orden del Cóndor de los Andes en el Grado de Gran Cruz.
- Gran Collar y el Gran Cóndor de la Orden del Libertador de Venezuela
- Orden de Boyacá de Colombia en el Grado de Gran Cruz.

## Descendencia
De su matrimonio con Magdalena Yáñez León, tuvo cinco hijos, el mayor de los cuales fue Ernesto Diez Canseco Yáñez, quien fue diputado aprista por el departamento de Pasco (1945-1948) y padre de Ana Elena Diez Canseco Távara, quien se casó con el destacado líder aprista Andrés Townsend Ezcurra. De esta unión nacieron Ana Elena Townsend Diez Canseco (congresista reelecta de 1995 a 2006 y Ministra de la Mujer y Desarrollo Social en 2003), y Josefina Townsend Diez Canseco (periodista).